# سيمانتك ويب (مجلة)
صحيفة سيمانتيك ويب عبارة عن عمل مشترك وتمتاز بسهولة الاستخدام وسهولة التطبيق وهذه المزايا تعتبر شعارها. وهي صحيفة علمية نصف شهرية ويمكن للأقران أو النظراء الاطلاع عليها ونُشرت من قبل دار نشر IOS press.
أُسست الصحيفة عام 2010، والبيانات الموصولة. تستخدم الصحيفة وسيلة مفتوحة لرؤية الأقران لها. تقوم الصحيفة على نشر بياناتها الوصفية على الإنترنت على شكل بيانات ربط وتوفر دراسات الساينتومترك، مثل وصف جغرافية الكُتاب وشبكة المراجع ومواضيع البحث الرائجة التي تطرأ بمرور الزمن، ونحو ذلك. باسكال هيتزيرل (جامعة كانساس) وجانويتش كريزيستوف (جامعة كاليفورنيا-سانتا باربارا) هما رئيسا التحرير في صحيفة سيمانتيك ويب.
تضم الصحيفة في الأصل إصدار متاح حر للكتاب للأوراق المقبولة برخصة اشتراكية ووصول مفتوح لنشر النسخ (أرشفة ذاتية مع وصول مفتوح هجين). وفي شهر تشرين الأول عام 2019 أعلنت الصحيفة أنها ستكون ذات وصول حر كامل.
هذه الصحيفة مفهرسة ومجردة من قبل المؤشر الاقتباس العلمي الممتد وقاعدة بيانات سكوبس. حسب التقارير المراجع الصحفية عامل التأثير عام 2019 ب3.524.

## وصلات خارجية
- الموقع الرسمي